# Canada GE3LS

Canada GE3LS est une base de données et un moteur de recherche bilingues, d’accès public, qui permet de consulter de l’information sur les projets GE3LS subventionnés au Canada depuis 2005. Sa gestion est assurée pour le compte de Génome Canada par le Centre de génomique et politiques de l’Université McGill.

## Énoncé de mission
La base de données de recherche CanadaGE3LS a pour objet d’assurer une large diffusion de l’information concernant les projets GE3LS subventionnés, de promouvoir l’établissement de réseaux entre les chercheurs GE3LS, de faciliter l’intégration des différentes disciplines et de permettre le transfert des connaissances aux groupes d’utilisateurs finaux intéressés au rang desquels figurent des décideurs, des intervenants, des médias et la population en général.

## Qu’est-ce que la recherche GE3LS?
L’acronyme GE3LS désigne la génomique et ses aspects éthiques, environnementaux, économiques, légaux et sociaux. La recherche GE3LS est menée par des chercheurs s’intéressant à des aspects de plus en plus diversifiés du domaine des sciences sociales et humaines et notamment des suivants : la sociologie, le droit, la philosophie, la bioéthique, la religion, l'anthropologie, le commerce, l’éducation, l’économie, l’histoire, la géographie, les études culturelles, la linguistique, les sciences de l'environnement et de la conservation, le bien-être animal, les communications et le journalisme, la science politique, la politique et l’administration publiques.
Selon Génome Canada, « La recherche GE3LS offre une perspective élargie qui permet d'éviter la vision étroite de la science et qui favorise des progrès scientifiques équilibrés profitant à l'ensemble de la société. »  Les chercheurs en GE3LS complètent les travaux menés par les chercheurs en sciences naturelles en mettant de l’avant une gamme élargie de points de vue et ainsi  contribuer à définir les questions essentielles qui préoccupent tant la science que la société et à y répondre, comme : Où l'innovation pourrait-elle/devrait-elle nous amener? Comment pourrait-on/devrait-on appliquer concrètement les nouvelles connaissances en génomique? Comment pourrait-on/devrait-on répartir les ressources? Comment pourrait-on/devrait-on répartir dans la société les avantages qui en découlent? Comment divers publics voient-ils ces enjeux?
Génome Canada finance les travaux de recherche GE3LS soit sous la forme de projets à grande échelle indépendants, soit sous la forme de projets de moindre envergure intégrés à de grands projets scientifiques en génomique.

## Historique de la base de données
CanadaGE3LS s’appuie sur les travaux de recherche exécutés à la demande de l’Espace européen de la recherche sur les aspects sociétaux de la génomique (ERA-SAGE), un projet international financé par la Commission européenne qui visait à établir un lien entre les sciences de la vie et un vaste éventail de sciences sociales et humaines.
Le consortium ERA-SAGE était constitué d’organismes de financement de sept pays (Autriche, Canada, Finlande, Allemagne, Israël, Suisse et Royaume-Uni). Le Canada était représenté par le Conseil de recherches en sciences humaines (CRSH), en collaboration avec les Instituts de recherche en santé du Canada (IRSC) et Génome Canada.
Ses objectifs principaux étaient de « favoriser la coopération et la coordination des activités de recherche menées au niveau national, promouvoir l’ouverture mutuelle des programmes de recherche nationaux et transnationaux et constituer une plateforme de coopération qui pourrait être étendue à plusieurs autres pays européens, en même temps qu’à d’autres domaines » . Pour ce faire, les projets portant sur des questions éthiques, juridiques et sociales et GE3LS financés au Canada et aux États-Unis par des organismes gouvernementaux et non gouvernementaux ont été analysés dans le but de cerner la portée et l’envergure des travaux effectués à ces égards.
À la suite du succès de cette initiative, Génome Canada a réalisé le projet avec l’aide de l’équipe de recherche canadienne qui a créé la base de données du projet ERA-SAGE, ce qui a mené à la création de la base de données CanadaGE3LS, en juin 2009. L’équipe responsable de la recherche à laquelle le mandat avait été confié se trouve désormais au Centre de génomique et politiques de l’Université McGill.

## Contenu de la base de données

### Renseignements généraux
CanadaGE3LS englobe les projets de recherche GE3LS qui ont été financés au Canada depuis 2005 par Génome Canada et d’autres organismes sans but lucratif du secteur public ou privé, et leurs partenaires. Si la majeure partie de l’information que l’on retrouve dans CanadaGE3LS relève déjà du domaine public, elle a été rassemblée, résumée, organisée et rendue plus facilement accessible dans une même base de données et par le truchement d’un même moteur de recherche. Chaque projet de recherche est brièvement résumé et une liste de publications qui en ont résulté y est associée. L’information est versée dans la base de données avec l’accord des chercheurs principaux.

### Secteurs de recherche
CanadaGE3LS contient de l’information sur les projets de recherche GE3LS dans les secteurs suivants : santé, agriculture, pêche, foresterie et environnement.

### Domaines de recherche
Les projets ciblent une gamme de domaines de recherche au rang desquels figurent les suivants : biobanques, thérapie génique, tests génétiques, organismes génétiquement modifiés, nanotechnologie/biotechnologie, pharmacogénomique, agriculture moléculaire végétale, génétique des populations, santé publique, cellules souches, et autres.

## Enjeux GE3LS
Les projets inclus portent sur une large gamme d’enjeux GE3LS dont  les suivants : mise en commun des avantages, dignité, communication des résultats, gouvernance, propriété intellectuelle, justice, protection des renseignements personnels et confidentialité, étiquetage des produits, mobilisation publique, questions d’ordre réglementaire, perception des risques, aspects socio-économiques, et autres.

## Organismes de financement
Les projets sont financés par une multiplicité de ministères et d’organismes des gouvernements fédéral et provinciaux ainsi que par des organismes sans but lucratif subventionnaires, notamment : Génome Canada, Génome Colombie-Britannique, Génome Alberta, Génome Prairie, Institut de génomique de l’Ontario, Génome Québec, Génome Atlantique, Instituts de recherche en santé du Canada, Conseil de recherches en sciences humaines du Canada, Commissariat à la protection de la vie privée du Canada, Agriculture et Agroalimentaire Canada, Ministère du développement durable, de l’Environnement et des Parcs du Québec, Fonds de la recherche en santé du Québec, Programme des chaires de recherche du Canada, Réseaux de centres d’excellence, Fonds d’innovation de l’Atlantique, Alliance canadienne pour la recherche sur le cancer du sein, Fondation ontarienne de la santé mentale, et Fondation de recherches sur le grain de l’Ouest.

## Architecture du moteur de recherche
Le moteur de recherche CanadaGE3LS permet de réaliser des recherches simples et évoluées.

### Explorer tout
La fonction Explorer tout permet de consulter tous les projets qui se trouvent dans la base de données.

### Recherche simple
La fonction Recherche simple permet de trouver toutes les descriptions de projet dans lesquelles figure le terme recherché.

### Recherche évoluée
La fonction Recherche évoluée permet d’effectuer une recherche par rapport à ce qui suit : 
Titre du projet, Titre du projet GE3LS intégré, Secteur de recherche (santé, agriculture, environnement, pêche, foresterie), Domaine de recherche (c.-à-d. cellules souches, biobanques, pharmacogénomique, organismes génétiquement modifiés, etc.), Enjeu GE3LS (c.-à-d. mise en commun des avantages, propriété intellectuelle, questions d’ordre réglementaire et concernant la gouvernance, impacts sociaux, protection des renseignements personnels et confidentialité, commercialisation, discrimination génétique, diffusion des résultats de la recherche, perception des risques, etc.), Groupe spécifique (c.-à-d. porteurs, mineurs, nouveau-nés, communautés, tierces parties, etc.), Chercheur, Chercheur associé, Région, et Date de début ou de fin.

### Résultats de la recherche
Les résultats de la recherche font état du titre du projet et des renseignements concernant la période de référence, des chercheurs et des chercheurs associés, du type de subvention octroyée, de l’organisme de financement, de la région dans laquelle les travaux de recherche ont été réalisés et de l’échelle financière. On y retrouve aussi une brève description du projet de recherche et une liste des publications qui en ont résulté, le cas échéant.

## Génome Canada
« Génome Canada est un organisme sans but lucratif créé en février 2000 qui s’est vu confier le mandat, par le gouvernement du Canada, d’élaborer et de mettre en œuvre une stratégie nationale pour appuyer les projets de recherche à grande échelle dans les domaines de la génomique et de la protéomique au profit des Canadiennes et des Canadiens. »  Pour atteindre cet objectif, Génome Canada a financé depuis 2000 de nombreux  projets à grande échelle dans les domaines de la santé, de l’agriculture, de l’environnement, de la foresterie, des pêches et du développement des nouvelles technologies. Si la principale source de financement est le gouvernement du Canada, un certain nombre d’autres partenaires publics et privés tant canadiens qu’étrangers participent également au financement.
Pour assurer une gestion et un contrôle efficaces des projets financés, des centres de génomique ont été créés dans les diverses régions du pays : Génome Colombie-Britannique, Génome Alberta, Génome Prairie, Institut de génomique de l’Ontario, Génome Québec et Génome Atlantique . (insérer les liens/footnotes to external sites- see below) Constitués sous forme d’organismes sans but lucratif indépendants, ces centres travaillent en collaboration et avec Génome Canada pour faciliter l’accès des chercheurs aux techniques de pointe, permettent d’envisager des approches différentes pour l’élaboration de projets et leur financement, et mettent  en œuvre des programmes de sensibilisation du public dans les régions.
L’un des principaux objectifs de Génome Canada est de jouer un rôle de chef de file dans le domaine de la recherche GE3LS. En cela, Génome Canada finance des projets GE3LS à grande échelle de calibre international indépendants et exige en outre que tous les projets scientifiques à grande elle auxquels elle accorde un financement intègrent un plan de recherche sur les enjeux GE3LS.
Génome Canada publie un bulletin électronique intitulé Impact dont l’objet est de présenter les résultats des travaux de recherche GE3LS au Canada.
En 2009, Génome Canada a lancé à Ottawa une série GE3LS intitulée « GPS : Au carrefour de la génomique, de la politique publique et de la société ». Cette série « a pour objet de favoriser un dialogue entre les décideurs fédéraux et les chercheurs GE3LS sur diverses options stratégiques qui permettraient de répondre aux questions au carrefour de la génomique et de la société » . Un thème différent est retenu tous les ans. Le thème de la Série GPS 2009-2010 était l'information génétique et les trois sous-thèmes connexes étaient les suivants : « Consentement, respect de la vie privée et biobanques de recherche », « Nouveau regard sur la discrimination génétique en 2010 : le Canada est-il dans la bonne voie? » de même que « Tests génétiques directement aux consommateurs via Internet : les répercussions de ce nouveau modèle fonctionnel ».

## Centre de génomique et politiques
Implanté au sein du Centre d’innovation de Génome Québec et de l’Université McGill, le Centre de génomique et politiques (CGP) est un centre de recherche multidisciplinaire dont le mandat est d’analyser les normes juridiques et socio-éthiques réglementant différents domaines de la santé humaine, avec pour objectif de promouvoir l’établissement et l’encadrement prospectifs de la recherche dans le domaine des sciences de la santé génomique et de ses applications (voir le site Web du CGP). Le travail multidisciplinaire du CGP couvre cinq axes de la génomique et de la politique, soit : procréation et génétique de la reproduction, santé pédiatrique, protection des renseignements personnels, santé publique et médecine personnalisée.
En 2009, Génome Canada a confié au CGP le mandat d’élaborer et de mettre en œuvre le moteur de recherche et la base de données CanadaGE3LS.